# Gvozdanszkó vára
Gvozdanszkó vára (horvátul: Utvrda Gvozdansko), vár Horvátországban, a Báni végvidék déli részén, Gvozdanszkó falu területén.

## Fekvése
Gvozdanszkó falutól keletre emelkedő 235 méteres magasságú hegy tetején találhatók romjai.

## Története
A török veszély közeledtére a Zrínyiek meglévő váraik megerősítése mellett újabbak építésébe is kezdtek. Ezek közül a legjelentősebb mindenképpen Gvozdanszkó lett, melyet a Gvozdna-pataknak a Žirovac-patakba folyása feletti magaslaton építettek. A vár első említése 1488-ból származik, de 1524 után különösen gyakran említik. A vár a 16. század második felére a további török terjeszkedés térségbeli legnagyobb gátja lett. 1561-ben Malkocs bég, 1574-ben Ferhát pasa boszniai szandzsákbég és 1576-ban Kapidzsi pasa is sikertelenül ostromolta. Ferhát pasa benyomult a Kulpa és az Una közötti térségbe, 1577-ben elfoglalta Kladusát és Osztrozsacot, majd október 30-án elesett a legközelebbi jelentősebb vár Zrin is. 
Közben 1577. október 3-án megkezdődött Gvozdanszkó ostroma. Ferhát pasa időközben 10.000 főre gyarapodott török seregével szemben a várban Damjan Doktorović kapitány, Nikola Ožegović és Andrija Stepšić parancsnoksága alatt mintegy 300 védő, többségük bányász, a vár állandó őrsége, valamennyi horvát végvári vitéz, valamint mintegy 250 környékbeli jobbágy, asszonyokkal és gyermekekkel állt szemben. A védők a szűkös élelem és elégtelen felszerelés ellenére minden megadási felszólítást visszautasítottak. Amikor végül 1578. január 12-én éjszaka a török betörte a kaput már senkit nem talált életben. Ez a hősiesség a pasát úgy meghatotta, hogy elrendelte a védők nagy tisztelettel, keresztény szertartás szerinti történő eltemetését. A horvát seregek a várat még az évben visszafoglalták, de a keresztény seregben kitört kolera miatt újra török kézre került és csak 1635-ben szabadult fel végleg. Határvárként szolgált egészen 1878-ig, amikor Bosznia okkupációjával az országhatár és a vár jelentősége is megszűnt. Elhagyatottságában pusztulásnak indult, köveit a lakosság építőanyagnak használta.

## A vár mai állapota
A vár négyszögletes alaprajzú volt, sarkain félköríves tornyokkal. Kaputornya négyszögletes volt, ezzel szemben állt az várudvarban a hengeres lakótorony, mely lényegesen magasabb volt a falaknál. A falak sok helyen ma is emeletnyi magasságban állnak. Jól kivehetők a sarokbástyák és az egykori hengeres lakótorony maradványai is.